# The Smith Street Band
The Smith Street Band est un groupe australien de rock, originaire de Melbourne. Le groupe compte cinq EP et six albums studio, No One Gets Lost Anymore (2011), Sunshine and Technology (2012), Throw Me in the River (2014), More Scared of You than You Are of Me (2017), Don't Waste Your Anger (2020) et Life After Football (2022).

## Histoire

### Débuts (2010–2011)
Le groupe est formé en 2010, composé du chanteur, parolier, guitariste et clavier Wil Wagner, du guitariste/choriste Tom Lawson, du guitariste Lee Hartney, du bassiste Jimi O'Loughlin et du batteur/choriste Chris Cowburn. Initialement nommé Wil Wagner and The Smith Street Band - une allusion à Bruce Springsteen et au E Street Band - le groupe change de nom en 2011 pour signifier un changement vers un style d'écriture en groupe entier.
Leur premier EP, South East Facing Wall, sort sur Jackknife Records en janvier 2011 et est réédité en 2013. Le premier album du groupe, No One Gets Lost Anymore, sort peu après, en juillet 2011, sur Poison City Records. Les deux albums sont acclamés par la critique à Melbourne.

### Poison City Records (2012–2015)
En 2012, le groupe annonce sa tournée Young Drunks pour promouvoir son nouvel album, Sunshine and Technology, qui se déroule de janvier à mars, avec Bomb the Music Industry! et The Bennies en première partie,,,,.
En mars 2013, Wagner annonce All Tomorrow's Shoeys, un festival musical de trois jours qui se tient à l'hôtel Brisbane de Hobart. Organisé par Wagner, le festival comprenait Luca Brasi, The Bennies, Grim Fandango et Lincoln Le Fevre. Plus tard dans le mois, le groupe a participé au programme Tram Sessions qui implique l'enregistrement de performances en direct sur les itinéraires de tramway de Melbourne. Les organisateurs du programme ont expliqué : « Un jour, nous nous sommes demandé s'il existait un groupe dont le nom correspondait à une rue emblématique de Melbourne, qui se trouvait également le long d'une route emblématique de Melbourne, et qui avait un son typique de la route 86... Et c'est alors qu'il nous est apparu. The Smith Street Band ! ».
En août 2013, l'EP Don't Fuck with Our Dreams sort. Le titre de l'EP est inspiré par les événements précédant un spectacle de la tournée Young Drunks à Byron Bay, en Nouvelle-Galles du Sud, en Australie, au cours duquel le guitariste de The Bennies est victime d'une agression au couteau presque fatale. La chanson est interprétée pour terminer le spectacle du groupe lors de l'événement The Fest à Gainesville, en Floride, aux États-Unis, à la fin de l'année 2013. En juin 2014, The Smith Street Band annonce que Jeff Rosenstock de Bomb the Music Industry! produira leur troisième album, enregistré en juillet 2014 dans la petite ville de Forrest, dans l'État de Victoria. L'album s'intitule Throw Me in the River et sort le 31 octobre 2014.
En janvier 2015, le groupe sort un EP intitulé Wipe that Shit-Eating Grin Off Your Punchable Face, inspiré par les actions du Premier ministre australien de l'époque, Tony Abbott, et de son gouvernement, en particulier sa position sur les demandeurs d'asile. L'EP sort en vinyle 7" et en téléchargement, les recettes de ses ventes jusqu'à la fin du mois de février étant reversées à l'Asylum Seeker Resource Centre. La chanson a un impact direct sur les ventes de l'album du groupe, Throw Me in the River, qui se hisse à la 105e place du Australian Albums Chart. À la fin du mois de janvier, le groupe effectue une tournée de 26 dates à travers l'Australie, Get High, See Everyone tour, aux côtés de PUP, Great Cynics et Apart from This.

### Pool House Records (2016-2021)
En novembre 2016, le groupe présente en avant-première Death to the Lads sur Triple J, en tant que premier single de leur album alors à venir. Une série de concerts est annoncée en tant que tournée promotionnelle pour le single, avec les groupes The Nation Blue, Grim Rhythm et FOREVR. Le single se hisse à la 21e place du Hottest 100 de Triple J pour 2016. Le lendemain, ils annoncent qu'ils quittent Poison City Records pour lancer leur propre label, Pool House Records.
En février, le groupe envoie une série de cartes d'anniversaire dirigeant les fans vers un site web qui est mis en ligne le jour de la Saint-Valentin et lance le deuxième single, Birthdays, ainsi que l'annonce officielle de leur quatrième album studio, More Scared of You than You Are of Me, confirmant qu'il serait publié par Pool House Records et produit par Jeff Rosenstock. Le détaillant exclusif devrait être Specialist Subject Records, un label indépendant et un magasin basé à Bristol, au Royaume-Uni. L'album est promu par Triple J en avril en tant qu'album vedette, et Wil Wagner donne un certain nombre de concerts en solo dans tout le pays, avant d'être officiellement lancé le 7. Le groupe interprète l'intégralité de l'album lors d'une soirée de lancement, qui est retransmise en direct sur Facebook. Une tournée australienne de l'album est annoncée avec A.W., Ceres et Joyce Manor.
Le 26 mai 2017, le groupe donne le concert d'ouverture de sa tournée More Scared of You than You Are of Me, et présente une nouvelle équipe de tournée, à laquelle s'ajoutent Jess Locke, camarade de label, et Lucy Wilson, musicienne et amie de longue date du groupe. En mai 2017, le groupe présente pour la première fois la vidéo de son troisième single, Shine, recréant la vidéo d'AC/DC pour It's a Long Way to the Top (If You Wanna Rock 'n' Roll) avec le réalisateur original Paul Drane. En juin 2017, le groupe est annoncé en première partie de Midnight Oil au Greek Theater de Los Angeles, aux côtés de The Living End.
Le 17 mars 2018, Pool House Records organise le festival inaugural Pool House Party au vélodrome de Coburg à Melbourne, avec des partenaires du label The Bennies et Jess Locke, des groupes locaux comme Press Club, WAAX et Baker Boy, et des invités internationaux Astronautalis et Signals Midwest. En février 2019, Wagner est accusé de harcèlement et d'abus émotionnel à la suite de la circulation sur les médias sociaux de courriels et de messages envoyés par lui, les groupes de soutien se retirant par la suite de la tournée nationale à venir du groupe, qui est annulée par la suite.
En avril 2020, le groupe annonce la sortie de son cinquième album studio, Don't Waste Your Anger, qui devient le premier du groupe à atteindre la première place des ARIA Charts. En mars 2021, le groupe sort un album live unplugged composé de versions acoustiques d'anciennes chansons du Smith Street Band et d'une reprise de la chanson Poke de Frightened Rabbit.

### Life After Football(depuis 2022)
En octobre 2022, le groupe annonce son sixième album studio, Life After Football, qui sort le 25 novembre 2022.

## Discographie

### Albums studio
- 2011 : No One Gets Lost Anymore
- 2012 : Sunshine and Technology
- 2014 : Throw Me in the River
- 2017 : More Scared of You than You Are of Me
- 2020 : Don't Waste Your Anger
- 2022 : Life After Football

### Albums live
- 2020 : Live at the Triffid
- 2020 : Viva La Rev
- 2021 : Unplugged in Wombat State Forest

## Distinctions

### AIR Awards
| Année | Œuvre                                | Catégorie                                       | Résultat   | Réf    |
| ----- | ------------------------------------ | ----------------------------------------------- | ---------- | ------ |
| 2013  | Sunshine and Technology              | Meilleur album indépendant de punk ou hard rock | Nomination | [ 24 ] |
| 2015  | Throw Me in the River                | Meilleur album indépendant de punk ou hard rock | Nomination | [ 25 ] |
| 2018  | More Scare of You That You Are of Me | Meilleur album indépendant de punk ou hard rock | Nomination | [ 26 ] |

### EG Awards / Music Victoria Awards
| Année | Œuvre                 | Catégorie            | Résultat   | Réf |
| ----- | --------------------- | -------------------- | ---------- | --- |
| 2012  | The Smith Street Band | Best New Talent      | Nomination | ,   |
| 2015  | The Smith Street Band | Meilleur groupe live | Lauréat    | ,   |
| 2017  | Death to the Lads     | Meilleure chanson    | Nomination | ,   |

### J Awards
| Année | Œuvre                                | Catégorie                   | Résultat   | Réf    |
| ----- | ------------------------------------ | --------------------------- | ---------- | ------ |
| 2017  | More Scare of You That You Are of Me | Album australien de l'année | Nomination | [ 31 ] |

### National Live Music Awards
| Année | Œuvre                               | Catégorie                      | Résultat   | Réf    |
| ----- | ----------------------------------- | ------------------------------ | ---------- | ------ |
| 2016  | themselves                          | Groupe scénique de l'année     | Lauréat    | [ 32 ] |
| 2017  | Lee Hartney (The Smith Street Band) | Guitariste scénique de l'année | Nomination | ,      |